# Bartolomeo Montagna

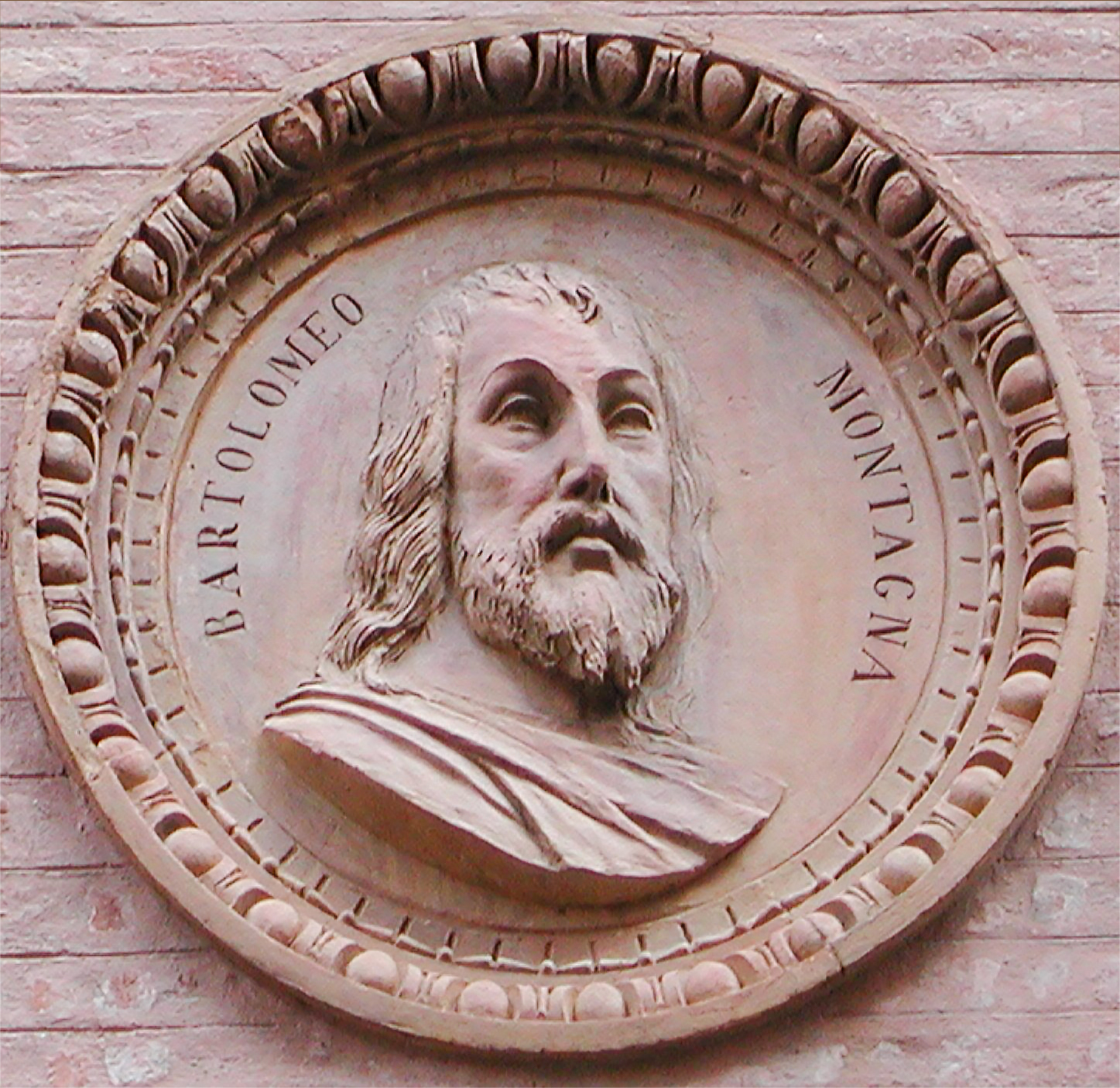
Bildnis von Bartolomeo Montagna am Palazzo Thiene in Vicenza

Bartolomeo Cincani bekannt als Bartolomeo Montagna (* um 1450 in Orzinuovi bei Brescia; † 11. Oktober 1523 in Vicenza) war ein für seine Zeit bedeutender italienischer Maler der Renaissance.

## Leben und Werk

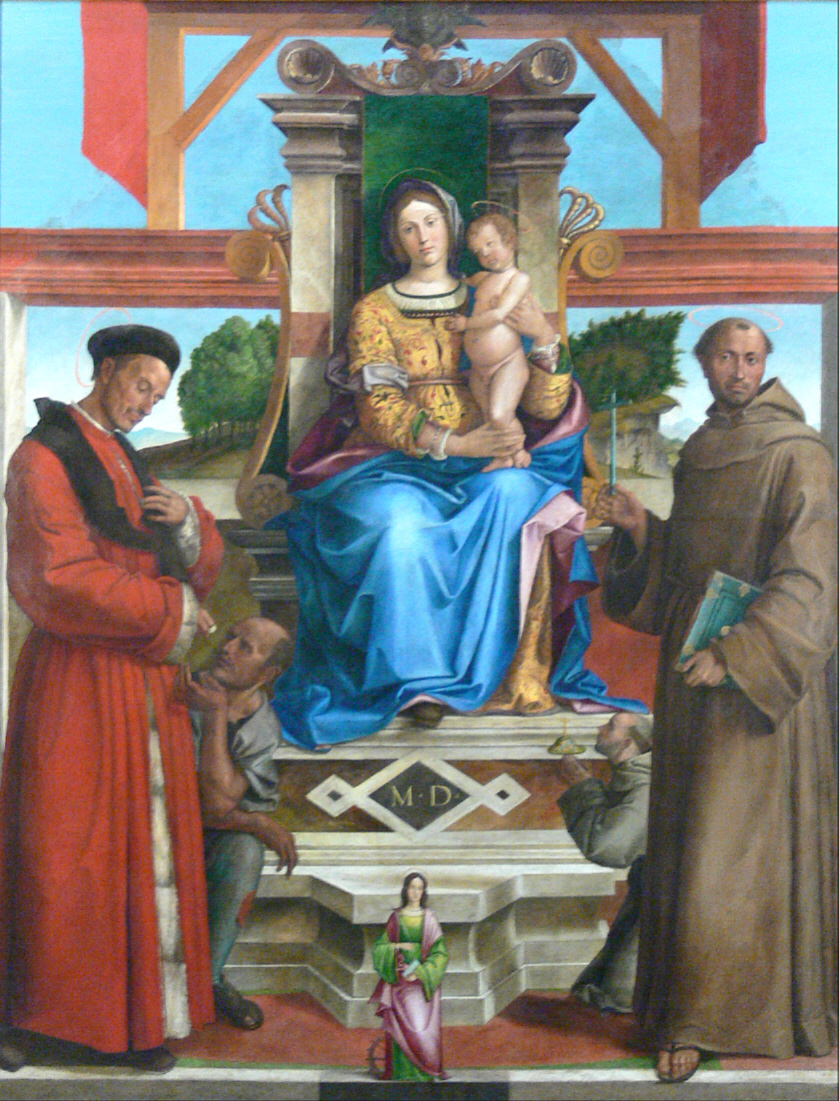
B. Montagna: Thronende Madonna mit dem hl. Homoborus und einem Bettler, dem hl. Franziskus und dem seligen Bernardo da Feltre sowie der hl. Katharina, um 1515 (Bode-Museum, Berlin)

Montagna wurde in Venedig erzogen und wirkte in Vicenza. Er ging vermutlich bei Domenico Morone in Verona in die Lehre. Er wird erstmals 1480 erwähnt und erhielt 1482 den Auftrag, neben Gentile Bellini und Giovanni Bellini für die Scuola Grande di San Marco Bilder aus Schöpfungsgeschichte und Sintflut zu malen (sie wurden wenige Jahre später durch Brand zerstört). Seine frühen Bilder zeigen Einflüsse von Alvise Vivarini und der in Venedig gemalten Bilder von Antonello da Messina.
Sein Sohn Benedetto Montagna (1481 bis 1557/1558) unterstützte ihn, zum Beispiel bei den Fresken zum Palazzo Gualdo in Vicenza, die nicht erhalten sind. Benedetto Montagna ist vor allem für Stiche und Zeichnungen bekannt, obwohl auch einige Gemälde erhalten sind.
Einige Schüler zeigen ihn als Begründer einer Malerschule in Vicenza (Giovanni Buonconsiglio (Marescalco), Francesco da Ponte der Ältere, Luca Buscatti, Giovanni Speranza, Francesco Verla).

## Werke (Auswahl)

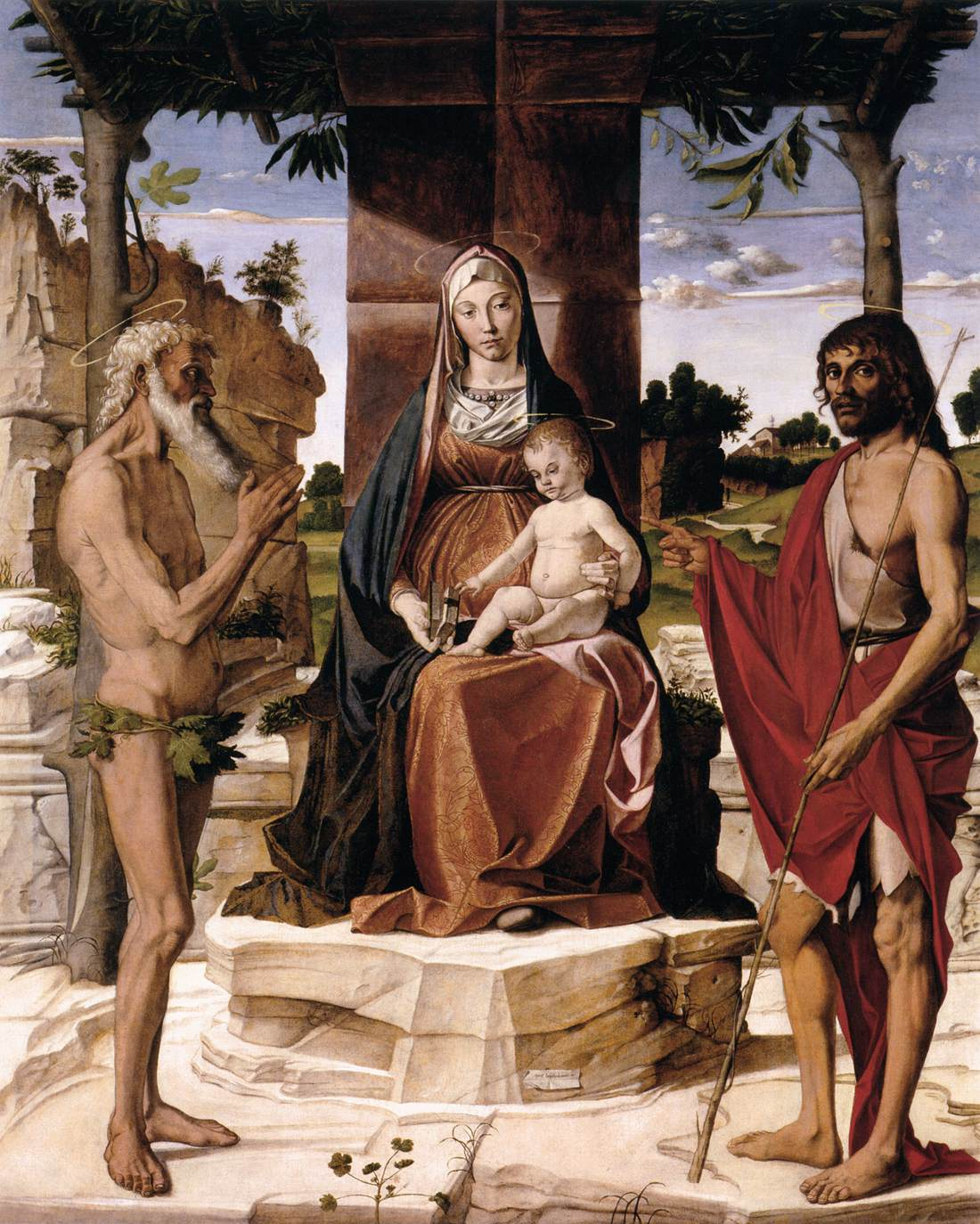
Madonna mit Kind unter Pergola mit Hlg. Johannes d. T. und Onofrius, 1488/89, Pinacoteca Civica, Vicenza
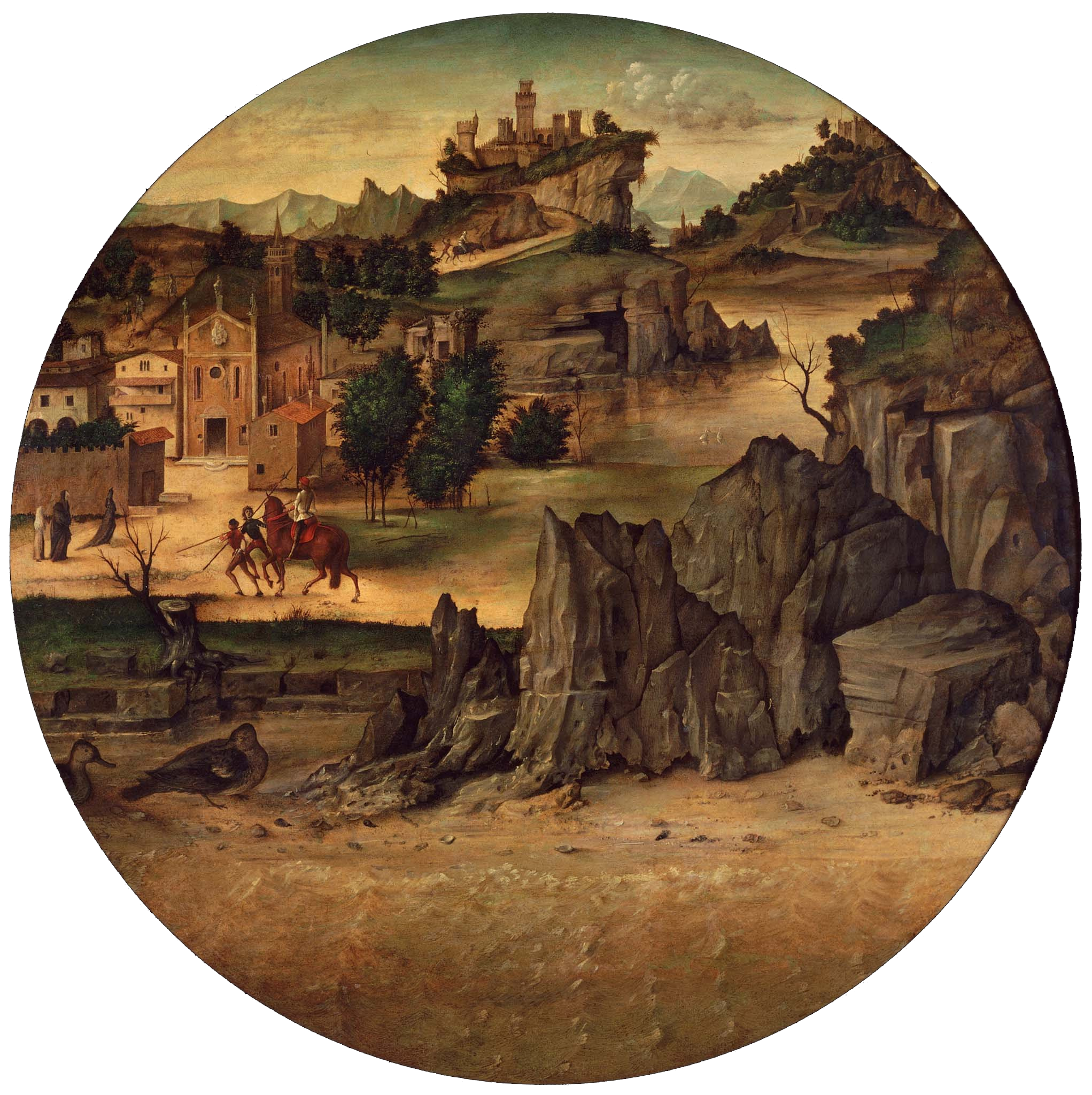
Landschaft mit Schlössern
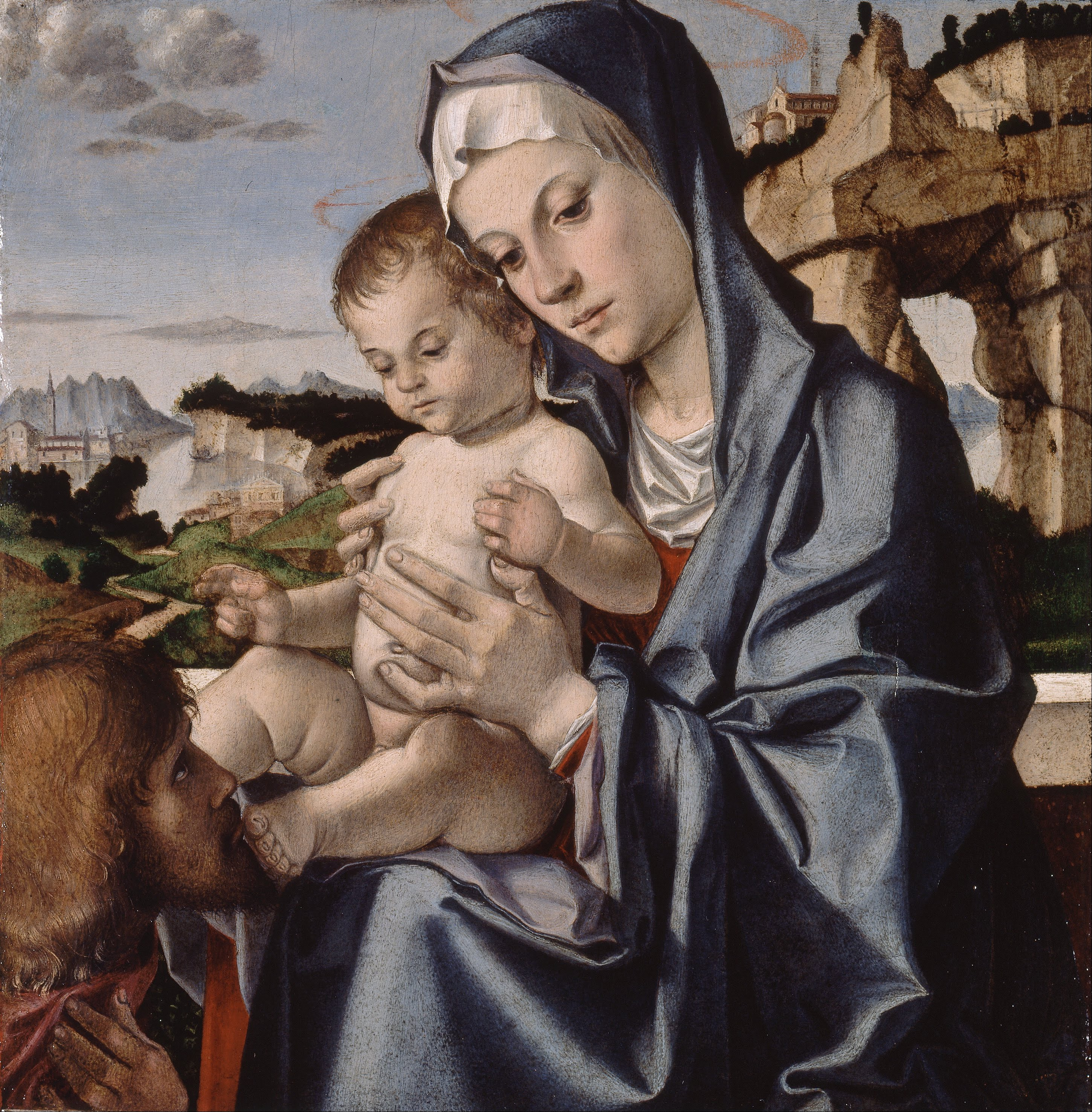
Jungfrau mit Kind, um 1483, Walker Art Gallery
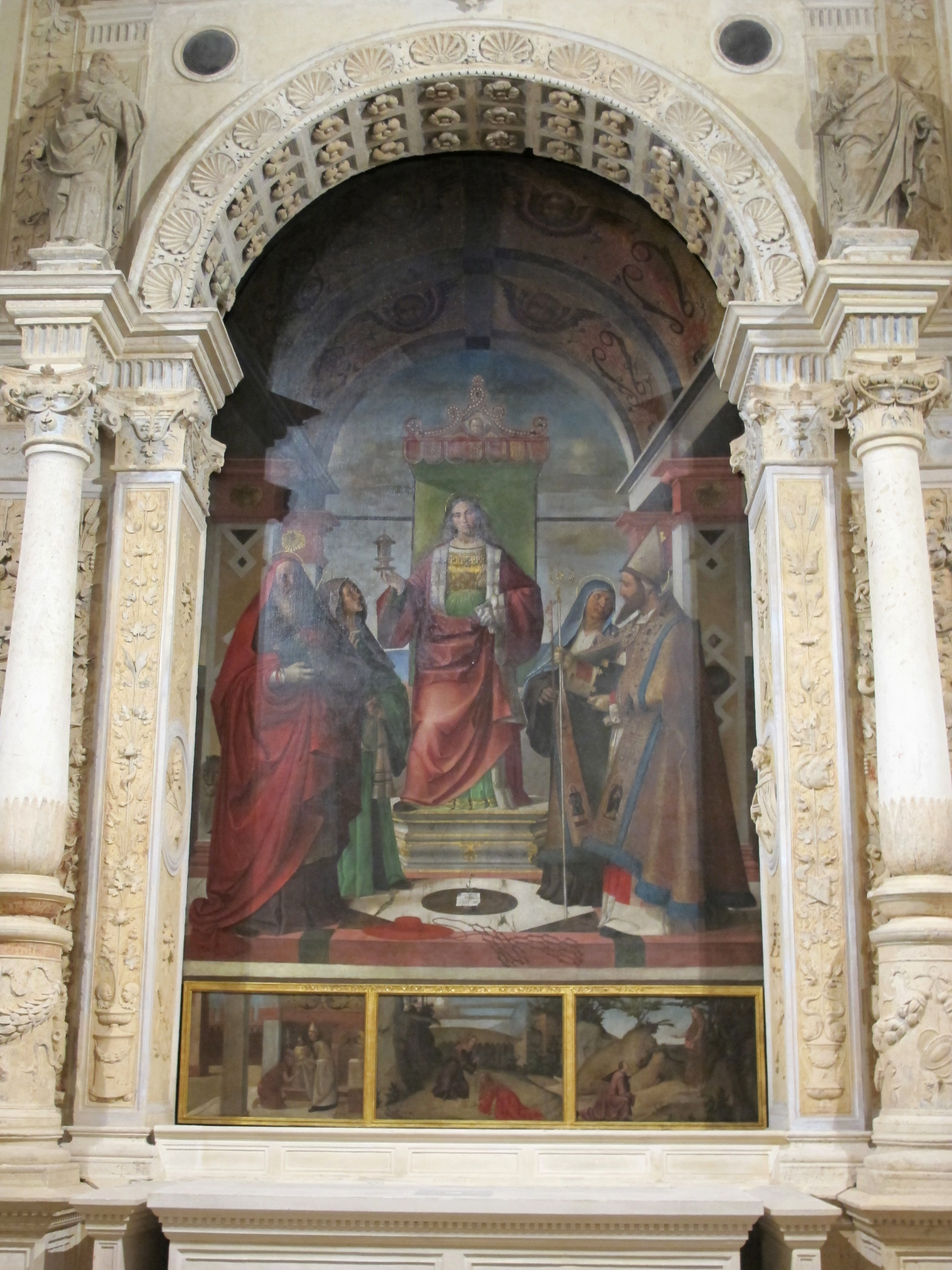
Magdalenenaltar (Heilige Magdalena mit Hieronymus, Paula, Monika, Augustinus), Vicenza, Santa Corona
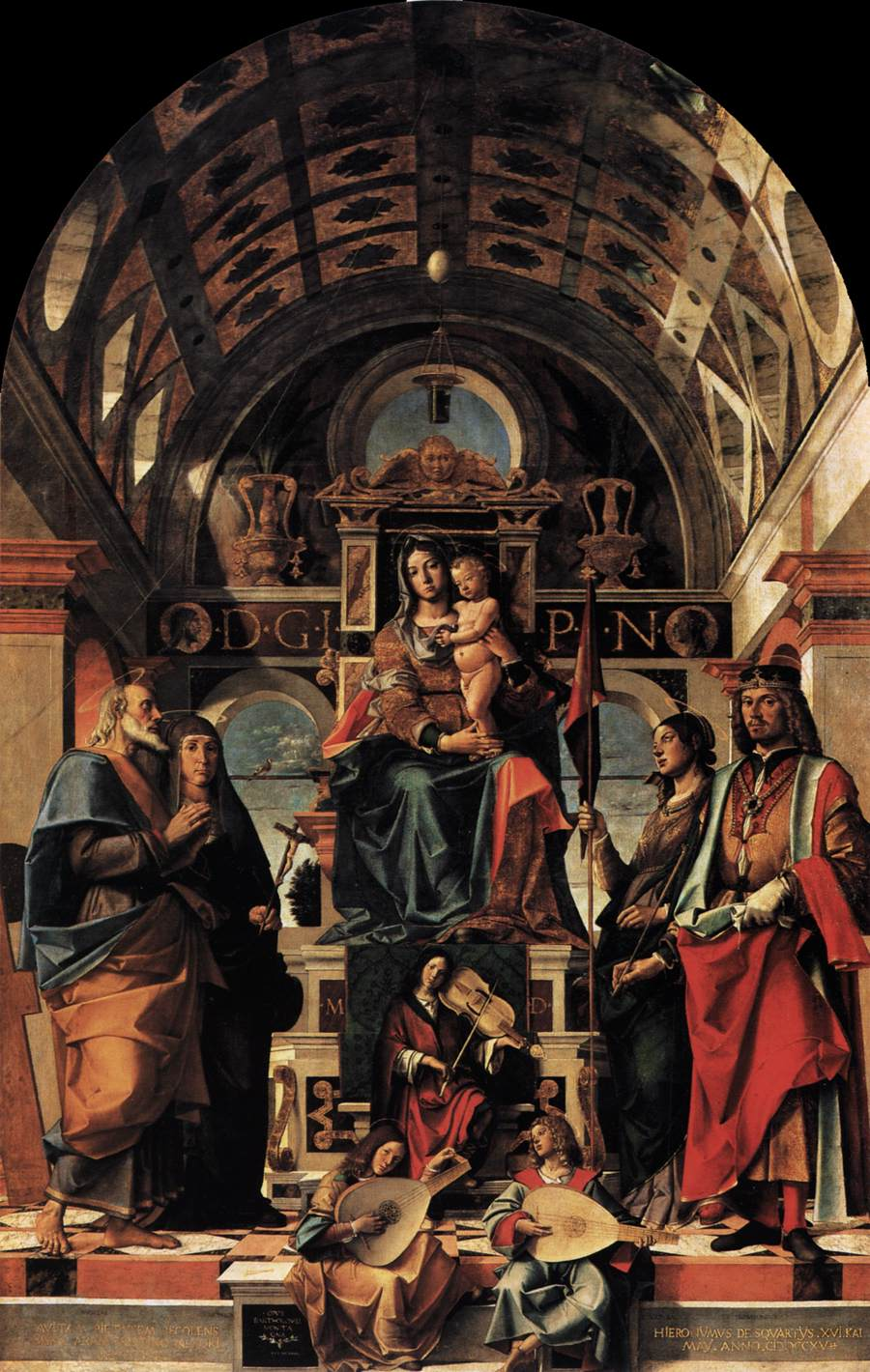
Thronende Madonna mit Kind und Heiligen, 1499, Pinakothek Brera